# تپه دو برادران
تپه دو برادران مربوط به سدهٔ ۷ تا ۱۲ ه.ق است و در مراغه، ضلع غربی کمربندی واقع شده و این اثر در تاریخ ۱۷ اسفند ۱۳۸۱ با شمارهٔ ثبت ۷۵۳۹ به‌عنوان یکی از آثار ملی ایران به ثبت رسیده است.